# بایما، شهرستان باشوی
بایما، شهرستان باشوی (به لاتین: Baima) یک شهرک در جمهوری خلق چین است که در شهرستان باشوی واقع شده‌است. بایما ۳۷۸ نفر جمعیت دارد و ۳٬۷۷۲ متر بالاتر از سطح دریا واقع شده‌است.